# Ibirubá
Ibirubá es un municipio brasileño del estado de Rio Grande do Sul.
Se encuentra ubicado a una latitud de 28º37'39" Sur y una longitud de 53º05'23" Oeste, estando a una altitud de 416 metros sobre el nivel del mar. Su población estimada para el año 2004 era de 19.052 habitantes.
Ocupa una superficie de 625,42 km².
- Datos: Q194423
- Multimedia: Ibirubá / Q194423